# Macroconchoecia caudata
Macroconchoecia caudata is een mosselkreeftjessoort uit de familie van de Halocyprididae. De wetenschappelijke naam van de soort is voor het eerst geldig gepubliceerd in 1890 door Müller, G.W..